# Liste der Kulturdenkmale in Garnich
In der Liste der Kulturdenkmale in Garnich sind alle Kulturdenkmale der luxemburgischen Gemeinde Garnich aufgeführt (Stand: 22. September 2022).

## Kulturdenkmale nach Ortsteil

### Kahler
| Bild      | Bezeichnung | Lage                       | Beschreibung | Stufe | Eingetragen seit |
| --------- | ----------- | -------------------------- | ------------ | ----- | ---------------- |
| Bauernhof | Bauernhof   | 20, rue Principale (Karte) |              | PCN   | 5. April 2019    |

Legende: PCN – Immeubles et objets bénéficiant des effets de classement comme patrimoine culturel national; IS – Immeubles et objets inscrits à l’inventaire supplémentaire

## Quelle
- Liste des immeubles et objets beneficiant d’une protection nationales, Nationales Institut für das gebaute Erbe, Fassung vom 12. September 2022, S. 43 (PDF)

- Karte mit allen Koordinaten:
- OSM |
- WikiMap